# حصار سلوفيانسك
جرى حصار سلوفيانسك في أعقاب الثورة الأوكرانية بعد أن قام ملثمون مسلحون انفصاليون موالون لروسيا يرتدون الزي العسكري بهجوم على مدينة سلوفيانسك في «أوبلاست دونيتسك» في 12 أبريل 2014 وتمكنوا من السيطرة عليها، مما جعل الحكومة الانتقالية الأوكرانية تنفذ سلسلة من الهجمات المضادة ضدهم.
انتهى الحصار في 5 يوليو 2014 بعد أن قامت القوات المسلحة الأوكرانية بالسيطرة على المدينة.

## الهجوم الثاني
في صبيحة 2 مايو، أطلقت القوات الأوكرانية عملية واسعة النطاق لإعادة السيطرة على المدينة. وكان هناك تقارير عن إطلاق نار، وتفجيرات، ومروحيات عسكرية تطلق نيرانها، وقال الانفصاليون أن مروحية قد جرى إسقاطها، وأُسر طياروها. قائد إحدى نقاط التفتيش الانفصالية قال لوكالة الأنباء الروسية روسيا اليوم أن القوات الحكومية قد استولت على أحد حواجز الطرق خارج سلوفيانسك، بالإضافة إلى مركز البث التلفزيوني في المدينة. وصلت التقارير عن إعادة السيطرة على إحدى مراكز الشرطة، بينما بقى الحال في مركز المدينة هادئًا. قالت السلطات الانفصالية إن ثلاثة مسلحين ومدنيين اثنين قتلوا في الاشتباكات. صرحت وزارة الشؤون الداخلية الأوكرانية أن سبعة حواجز طرق قد جرت السيطرة عليها. وأكدت وزارة الدفاع إسقاط مروحيتي مي-24 ومقتل طيارين، وإصابة 7 جنود.